# Rocky Mountain Construction
Rocky Mountain Construction (RMC) – założone w 2001 roku przez Freda Grubba i Suanne Dedmon amerykańskie przedsiębiorstwo zajmujące się m.in. projektowaniem, modernizacją i budową drewnianych, stalowych oraz hybrydowych (stalowo-drewnianych) kolejek górskich oraz innych urządzeń rozrywkowych, w tym atrakcji wodnych, z siedzibą w Hayden w stanie Idaho.

## Historia
Firma Rocky Mountain Construction została założona w 2001 roku przez Freda Grubba, inżyniera budowlanego zajmującego się wcześniej budową domów oraz konstrukcją wybiegów dla parków zoologicznych, i Suanne Dedmon. Początkowo firma zajmowała się budową atrakcji dla parków wodnych, torów gokartowych i innych atrakcji dla parków rozrywki.
W 2010 roku firma ogłosiła wprowadzenie technologii I-Box Track pozwalającej obniżyć koszty modernizacji starych drewnianych kolejek przez zastąpienie ich toru stalowym torem o prostokątnym przekroju. Autorem technologii był m.in. były pracownik Arrow Dynamics oraz Ride Centerline – Alan Schilke – który dołączył do RMC na stałe. Ze względu na większą wytrzymałość stalowego toru, wprowadzenie szyny typu I-Box umożliwia budowę kolejek górskich o drewnianej konstrukcji podpór z elementami typowymi dla kolejek stalowych (np. z inwersjami). Pierwszą zmodernizowaną kolejką była kolejka Texas Giant w parku Six Flags Over Texas z 1990 roku. Kolejka została wyposażona w szyny typu I-Box i otwarta ponownie w 2011 roku pod nazwą New Texas Giant.
W 2013 roku holenderska firma Vekoma została przedstawicielem RMC na Europę. Pierwszym efektem współpracy była budowa w 2016 roku drewnianej kolejki górskiej Wildfire w parku Kolmården w Szwecji.
Na rok 2018 otwarto kolejkę Wonder Woman Golden Lasso Coaster w parku Six Flags Fiesta Texas – pierwszą całkowicie stalową kolejką w wykonaniu RMC. W tym samym roku otwarto drugi, niemal identyczny egzemplarz pod nazwą RailBlazer w parku California’s Great America.
28 marca 2019 roku przedsiębiorstwo uruchomiło swój pierwszy roller coaster na kontynencie azjatyckim – Hakugei w japońskim parku Nagashima Spa Land – będącego efektem przebudowy istniejącej w tym parku od 1994 roku drewnianej kolejki górskiej White Cyclone.
1 lipca 2019 roku RMC ukończyło swoją pierwszą modernizację kolejki górskiej na terenie Europy. Przebudowie poddana została kolejka Robin Hood w parku Walibi Holland, po której znana jest pod nazwą Untamed.
22 sierpnia 2019 roku park Energylandia w Polsce otworzył pierwszy roller coaster w technologii I-Box Track zbudowany od podstaw i nie będący modernizacją istniejącej drewnianej kolejki, pod nazwą Zadra. Kolejka odebrała należące dotychczas do Steel Vengeance w parku Cedar Point rekordy świata wysokości (63 m) i szybkości (121 km/h) w kategorii roller coasterów hybrydowych oraz wyrównała rekord kąta pierwszego spadku na kolejce hybrydowej (90°).
Na przełomie sezonów 2020 i 2021 roller coaster Lightning Rod przeszedł przebudowę, w ramach której najbardziej obciążone sekcje zostały wymienione z toru typu Topper Track na tor typu I-Box.
W 2021 roku producent wprowadził do oferty hybrydowy model mniej intensywnych, rodzinnych kolejek górskich opartych na torze I-Box.
W 2021 roku park Six Flags Great Adventure otworzył najwyższy i najszybszy egzemplarz całkowicie stalowego, jednoszynowego modelu Raptor Track – Jersey Devil – o wysokości 39,6 m.
W październiku 2021 roku park Six Flags Magic Mountain zapowiedział budowę jeszcze większego egzemplarza jednoszynowego modelu Raptor Track – Wonder Woman Flight of Courage, którego otwarcie zaplanowano na lato 2022 roku.
W marcu 2022 roku park Busch Gardens Tampa ukończył modernizację roller coastera Gwazi, składającego się do tej pory z dwóch kolejek górskich wchodzących w interakcję ze sobą (tzw. dueling coaster). Po przebudowie obie kolejki zostały połączone w jeden roller coaster Iron Gwazi o wysokości pierwszego spadku 62,8 m i kącie pierwszego spadku równym 91°, dzięki czemu stał się on najszybszym (122,3 km/h) i najbardziej stromym roller coasterem hybrydowym na świecie.
31 marca 2023 roku park Fun Spot Atlanta otworzył roller coaster ArieForce One, zbudowany w technologii I-Box Track, o najwyższym elemencie typu zero-g-stall w Stanach Zjednoczonych.
2 czerwca 2023 roku park Hersheypark otworzył zmodernizowany drewniany roller coaster Wildcat, wykonany w technologii I-Box Track.
30 marca 2024 roku park Silver Dollar City oddał do użytku gości pierwszy rodzinny roller coaster RMC, Fire In The Hole.
W kwietniu 2025 roku park Walibi Holland planuje otworzyć pierwszy jednoszynowy rollercoaster typu duelling coaster w Europie. 

## Technologie

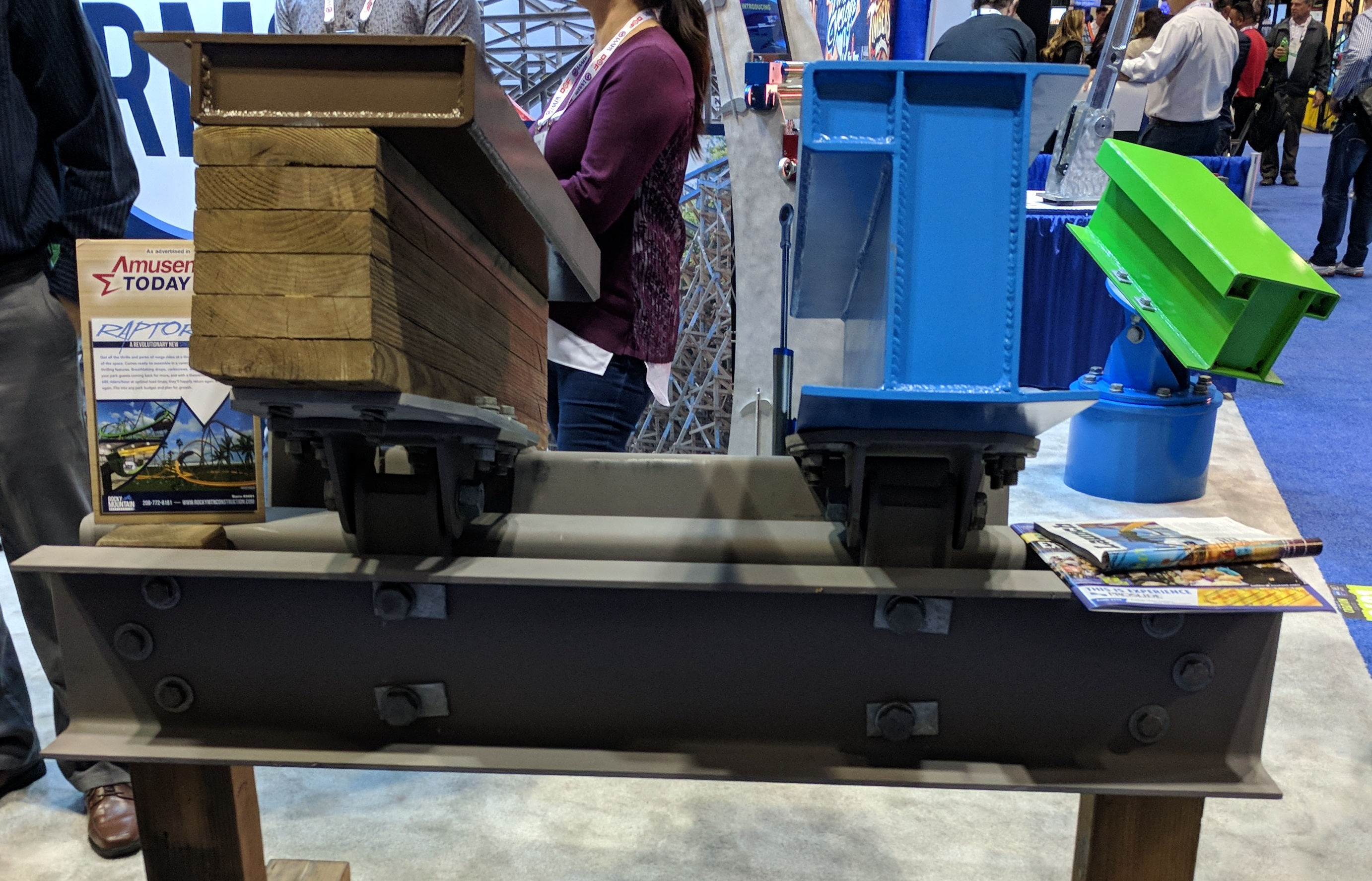
Rodzaje szyn stosowanych przez RMC. Od lewej: Topper Track, I-Box Track oraz Raptor Track.

### I-Box Track
Technologia hybrydowa oparta na całkowicie stalowej konstrukcji szyn i łączników wspartych na drewnianych lub stalowych podporach. Stosowana głównie do modernizacji istniejących drewnianych kolejek górskich, choć może zostać wykorzystana także do budowy całkowicie nowej kolejki górskiej.

### Topper Track
Technologia budowy kolejek drewnianych, w której klasyczne, niemal całkowicie drewniane szyny pokryte cienką warstwą stali jezdnej zostały zastąpione szyną o drewnianym rdzeniu i wierzchnim pokryciu z profilu stalowego. Ma to obniżać tempo zużywania się zarówno szyny, jak i kół pociągu, a także redukować hałas i drgania przy zachowaniu odczuć podczas jazdy podobnych do klasycznej, całkowicie drewnianej kolejki. Dzięki zastosowaniu tej technologii możliwe jest tworzenie kolejek drewnianych z inwersjami oraz z bardziej stromymi spadkami. Roller coaster typu Topper Track może zostać utworzony całkowicie od zera lub poprzez modernizację toru istniejącej kolejki drewnianej. Technologia znajduje także zastosowanie w punktowych naprawach toru klasycznych kolejek drewnianych innych producentów.

### T-Rex Track i Raptor Track
Prototypowa technologia budowy jednoszynowych, całkowicie stalowych kolejek górskich, po raz pierwszy zastosowana przy budowie będących swoim lustrzanym odbiciem kolejek Wonder Woman Golden Lasso Coaster oraz RailBlazer.

## Zbudowane i zmodernizowane kolejki górskie

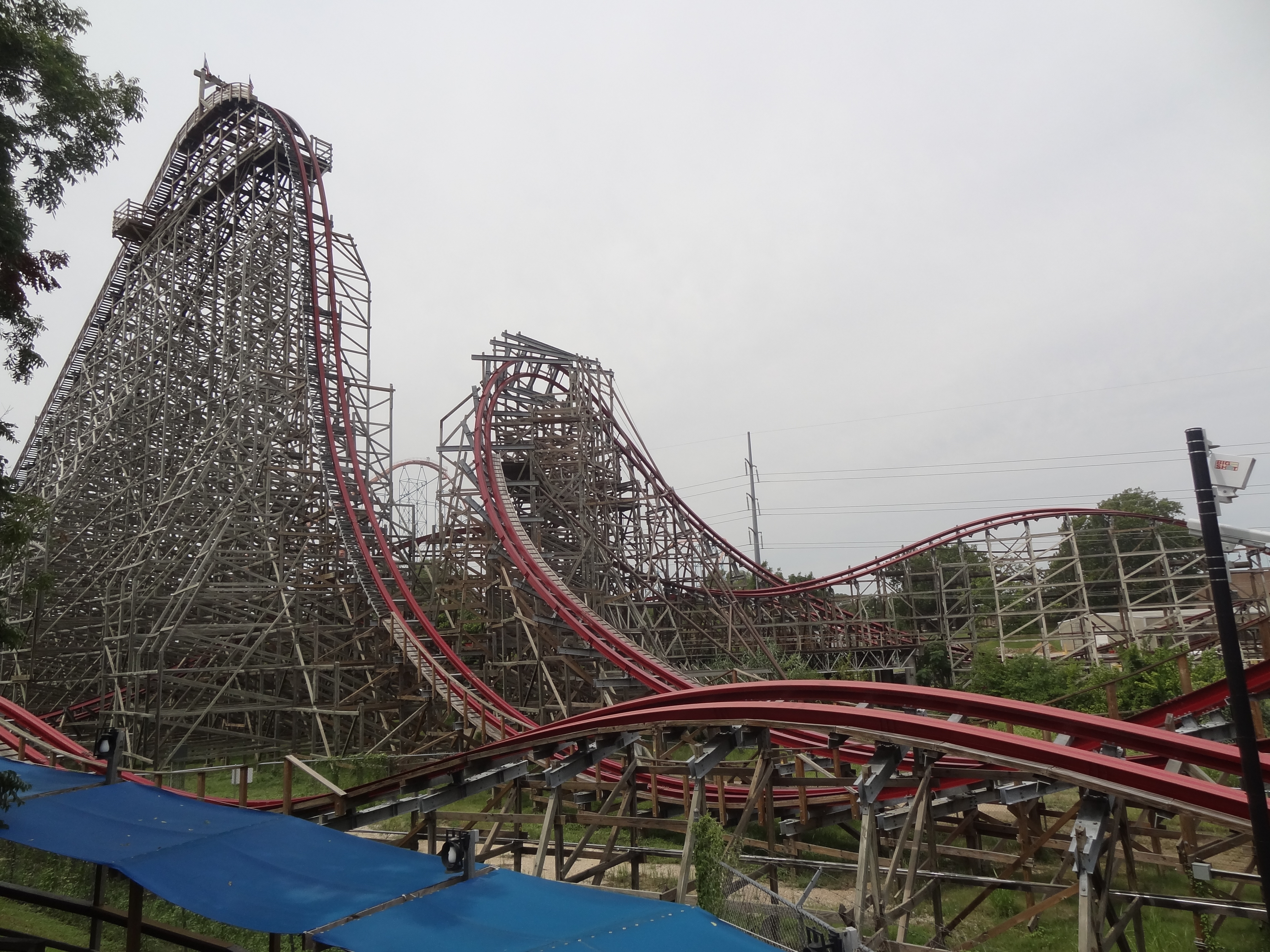
New Texas Giant – pierwsza kolejka górska RMC.

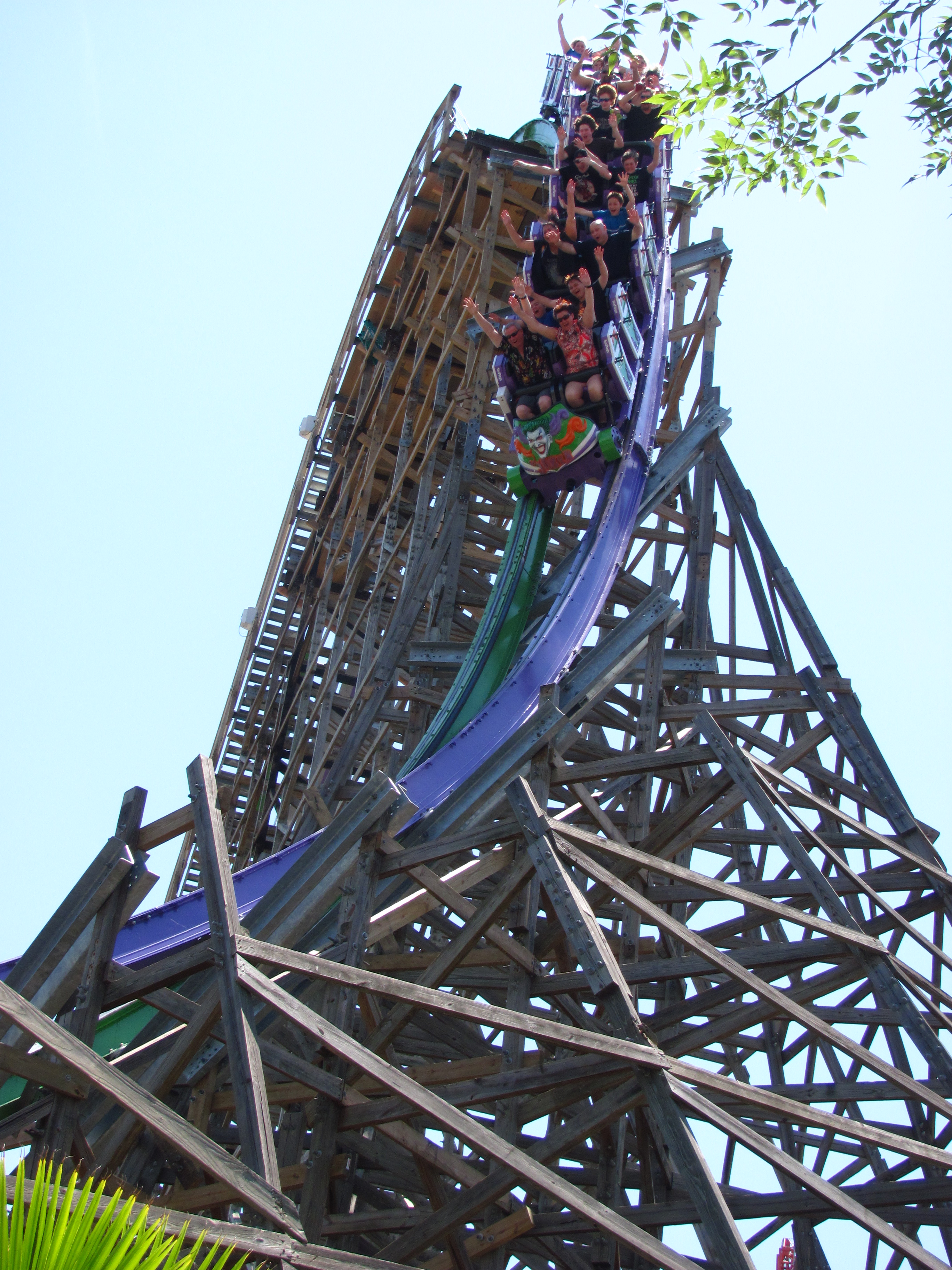
The Joker

Do roku 2025 włącznie firma Rocky Mountain Construction zbudowała i zmodernizowała 29 kolejek górskich:
| Nazwa                             | Typ              | Model                      | Park              | Park                        | Rok  | Modernizacja / Nowa                                           | Status |
| --------------------------------- | ---------------- | -------------------------- | ----------------- | --------------------------- | ---- | ------------------------------------------------------------- | ------ |
| New Texas Giant                   | hybrydowa        | I-Box Track                | Stany Zjednoczone | Six Flags Over Texas        | 2011 | Modernizacja Texas Giant (1990)                               | działa |
| Outlaw Run                        | drewniana        | Topper Track               | Stany Zjednoczone | Silver Dollar City          | 2013 | Nowa                                                          | działa |
| Iron Rattler                      | hybrydowa        | I-Box Track                | Stany Zjednoczone | Six Flags Fiesta Texas      | 2013 | Modernizacja The Rattler (1992)                               | działa |
| Medusa Steel Coaster              | hybrydowa        | I-Box Track                | Meksyk            | Six Flags Mexico            | 2014 | Modernizacja Medusa (2000)                                    | działa |
| Goliath                           | drewniana        | Topper Track               | Stany Zjednoczone | Six Flags Great America     | 2014 | Nowa                                                          | działa |
| Twisted Colossus                  | hybrydowa        | I-Box Track                | Stany Zjednoczone | Six Flags Magic Mountain    | 2015 | Modernizacja Colossus (1978)                                  | działa |
| Wicked Cyclone                    | hybrydowa        | I-Box Track                | Stany Zjednoczone | Six Flags New England       | 2015 | Modernizacja Cyclone (1983)                                   | działa |
| Storm Chaser                      | stalowa          | I-Box Track                | Stany Zjednoczone | Kentucky Kingdom            | 2016 | Nowa z użyciem elementów kolejek Twisted Twins (1998)         | działa |
| The Joker                         | hybrydowa        | I-Box Track                | Stany Zjednoczone | Six Flags Discovery Kingdom | 2016 | Modernizacja Roar (1998)                                      | działa |
| Lightning Rod                     | hybrydowa        | Topper Track + I-Box Track | Stany Zjednoczone | Dollywood                   | 2016 | Nowa. Zmodernizowana częściowo do I-Box Track (2021).         | działa |
| Wildfire                          | drewniana        | Topper Track               | Szwecja           | Kolmården                   | 2016 | Nowa                                                          | działa |
| Twisted Timbers                   | hybrydowa        | I-Box Track                | Stany Zjednoczone | Kings Dominion              | 2018 | Modernizacja Hurler (1994)                                    | działa |
| Steel Vengeance                   | hybrydowa        | I-Box Track                | Stany Zjednoczone | Cedar Point                 | 2018 | Modernizacja Mean Streak (1991)                               | działa |
| Twisted Cyclone                   | hybrydowa        | I-Box Track                | Stany Zjednoczone | Six Flags Over Georgia      | 2018 | Modernizacja Georgia Cyclone (1990)                           | działa |
| Wonder Woman Golden Lasso Coaster | stalowa          | Raptor Track               | Stany Zjednoczone | Six Flags Fiesta Texas      | 2018 | Nowa                                                          | działa |
| RailBlazer                        | stalowa          | Raptor Track               | Stany Zjednoczone | California’s Great America  | 2018 | Nowa                                                          | działa |
| Hakugei                           | hybrydowa        | I-Box Track                | Japonia           | Nagashima Spa Land          | 2019 | Modernizacja White Cyclone (1994)                             | działa |
| Untamed                           | hybrydowa        | I-Box Track                | Holandia          | Walibi Holland              | 2019 | Modernizacja Robin Hood (2000)                                | działa |
| Zadra                             | hybrydowa        | I-Box Track                | Polska            | Energylandia                | 2019 | Nowa. Pierwszy egzemplarz I-Box Track zbudowany od podstaw.   | działa |
| Jersey Devil Coaster              | stalowa          | Raptor Track               | Stany Zjednoczone | Six Flags Great Adventure   | 2021 | Nowa                                                          | działa |
| Stunt Pilot                       | stalowa          | Raptor Track               | Stany Zjednoczone | Silverwood Theme Park       | 2021 | Nowa                                                          | działa |
| Wonder Woman Flight of Courage    | stalowa          | Raptor Track               | Stany Zjednoczone | Six Flags Magic Mountain    | 2022 | Nowa                                                          | działa |
| Iron Gwazi                        | hybrydowa        | I-Box Track                | Stany Zjednoczone | Busch Gardens Tampa         | 2022 | Modernizacja Gwazi (1999)                                     | działa |
| ArieForce One                     | stalowa          | I-Box Track                | Stany Zjednoczone | Fun Spot America Atlanta    | 2023 | Nowa                                                          | działa |
| Wildcat's Revenge                 | hybrydowa        | I-Box Track                | Stany Zjednoczone | Hersheypark                 | 2023 | Modernizacja Wildcat (1996)                                   | działa |
| Fire In The Hole                  | stalowa rodzinna | I-Box Track                | Stany Zjednoczone | Silver Dollar City          | 2024 | Nowa. Pierwszy egzemplarz rodzinnej kolejki typu I-Box Track. | działa |
| Sköll & Hati                      | stalowa          | Raptor Track               | Korea Południowa  | Gyeongju World              | 2024 | Nowa                                                          | działa |
| YoY                               | stalowa          | Raptor Track               | Holandia          | Walibi Holland              | 2025 | Nowa. Dueling coaster.                                        | działa |
| Fire Runner                       | stalowa          | Raptor Track               | Stany Zjednoczone | Lost Island Theme Park      | 2025 | Nowa                                                          | działa |

### W Polsce
W roku 2025 w Polsce znajdowała się jedna kolejka górska RMC.
| Lp. | Nazwa | Park         | Model       | Rok otwarcia |
| --- | ----- | ------------ | ----------- | ------------ |
| 1   | Zadra | Energylandia | I-Box Track | 2019         |